# Сизенандо, Майкон Дуглас
Майко́н Ду́глас Сизена́ндо (порт.-браз. Maicon Douglas Sisenando; 26 июля 1981, Нову-Амбургу, Риу-Гранди-ду-Сул, Бразилия) — бразильский футболист, игравший на позиции защитника.

## Карьера
Родители Майкона, Мануэл и Асинья, были большими поклонниками американского кино. Когда у них родился сын, они назвали его Майкл Дуглас, в честь известного актёра; на этом имени настояла жена, так как Мануэл хотел назвать сына Пуло Роберто в честь Фалькао. Однако из-за ошибки регистратора Майкл был назван Майконом. Брат-близнец футболиста Марлон также был назван в честь актёра Марлона Брандо. Дети родились в госпитале имени Дарси Варгаса городе Нову-Амбургу, но когда сыновьям было по 2 года, семья Майкона переехала в район Вила-Зулейма города Крисиума, штат Санта-Катарина. Любопытно, что отец Майкона и Марлона забрал пуповины детей из больницы и закопал в центре поля стадиона Санта-Роза в Ново-Амбургу: при этом отец попросил Господа, чтобы хотя бы один из сыновей стал великим футболистом. В десять лет Майкон едва не погиб: его сбила машина. Родители были в шоке, так как в дорожно-транспортном происшествии в восьмилетнем возрасте погиб первый ребёнок семьи Сизенандо, Элтон Луис.
Майкон — воспитанник клуба «Криусима», в составе которого он играл под руководством своего отца. Когда ему было 13 лет, он перешёл в школу клуба «Гремио», где выступал в полузащите; но там футболист провёл лишь пару месяцев: тренер команды сказал, что Майкон очень слаб физически. После этого он вернулся в «Криусиму». В одной из игр Майкона, выступавшего в полузащите, из-за нехватки игроков, перевели на правый фланг защиты, на котором он впоследствии провёл всю карьеру. В 2000 году он перешёл в клуб «Крузейро», где дебютировал через год в основном составе команды. После дебюта Майкон быстро стал игроком основы клуба и в 2003 году помог клубу выиграть чемпионат и Кубок Бразилии.
В июне 2004 года Майкон перешёл во французский клуб «Монако», подписав контракт на 4 года; клуб искал замену Уго Ибарре, чей срок аренды закончился. За трансфер бразильца монегаски отдали 3 млн евро. В составе французской команды Майкон выбрал номер 13, который не хотели брать прочие игроки команды. В составе «Монако» Майкон провёл 2 сезона. Он действовал в основном в нападении команды, мало уделяя внимание своим непосредственным обязанностям защитника. Это привело к тому, что главный тренер клуба, Дидье Дешам, стал использовать Майкона в полузащите команды, а также много времени уделял тому, чтобы Майкон на тренировках отрабатывал защитные навыки.
В июле 2006 года Майкон был куплен миланским «Интернационале» за 7 млн евро, подписав контракт на 5 лет с ежегодной заработной платой в 1,5 млн евро. Одной из причиной приобретения Майкона стало то, что капитан «Интера» Хавьер Санетти настаивал на его покупке. Через несколько дней после своего прихода в клуб Майкон помог «Интеру» выиграть Суперкубок Италии. Затем он провёл удачный первый сезон в команде, с которой выиграл чемпионат Италии.
В следующем сезоне в «Интере» Майкон стал участником неприятного эпизода: 6 марта 2007 года в матче Лиги чемпионов с «Валенсией» он участвовал в драке с игроком валенсийцев Давидом Наварро, за что получил 6-матчевую дисквалификацию; позже запрет был уменьшен на 3 игры. В том же сезоне Майкон выиграл своё второе «скудетто» и Суперкубок Италии.
С приходом на пост наставника «Интера» Жозе Моуринью Майкон стал одним из важнейших игроков клуба; Жозе назвал его лучшим правым защитником мира и незаменимым игроком команды. При этом сам бразилец, под руководством португальца, повысил своё мастерство в оборонительных действиях. Сам Майкон называл Моуриньо фантастическим тренером. Несмотря на доверие тренера, в декабре 2008 года Майкон, вместе с партнёром по команде, Адриано, был выгнан Моуриньо с тренировки за неподобающий вид. После этого Майкон забил два гола за «Интер», принеся победу в матче с «Сиеной». В марте 2009 года Майкон получил травму, растяжение мышцы правого бедра, из-за чего пропустил полтора месяца. В том же сезоне Майкон стал одним из претендентов на «Золотой мяч». По окончании сезона Майкон провёл переговоры с лондонским «Челси», но затем принял решение остаться в клубе. «Интер» был готов продать контракт бразильца за 40 млн евро.
В ноябре 2009 года Майкон продлил контракт с «Интером» до 2013 года. Несмотря на продление контракта, Майкон провёл несколько неудачных матчей в клубе. Некоторые связывали это с частыми посещениями клуба «Голливуд», а также пристрастием бразильца к алкоголю. 21 апреля 2010 года, в полуфинале Лиги чемпионов с «Барселоной», Майкон забил гол, принёсший победу его команде. В том же матче он получил удар плечом в лицо от Лионеля Месси, который своим действием выбил ему зуб, и был вынужден покинуть поле. По итогам сезона Майкон выиграл чемпионат и Кубок Италии, а также одержал победу в Лиге чемпионов.
По окончании сезона Майконом стали интересоваться несколько клубов, включая «Манчестер Сити», где главным тренером был его бывший наставник в «Интере» Роберто Манчини, желавший видеть бразильца в составе своей команды, а также мадридский «Реал», куда его приглашал Жозе Моуринью, ставший главным тренером испанской команды. Сам Майкон выразил желание играть в «Реале», также он хотел повышения своей заработной платы с 3 млн евро в год, которые получал в «Интере», до 7 млн евро. Позже стороны не сошлись в цене: «Реал» предложил 20 млн евро, «Интер» требовал 28 млн, что не устроило «Королевский клуб», отказавшийся вести переговоры. В результате «Интеру» удалось сохранить футболиста в составе своей команды. Сам футболист сказал, что «доволен тем, что остался в „Интере“».
В ноябре 2010 года Майкон получил надрыв мышцы левого бедра и выбыл из строя на 3 недели. За сезон Майкон провёл 43 игры и забил лишь 1 гол. А сам «Интер» смог выиграть только Кубок Италии и клубный чемпионат мира. В чемпионате клуб занял второе место и проиграл финал Суперкубка страны.
В октябре «Анжи» сделал Майкону предложение о переходе в махачкалинский клуб за 20 миллионов евро.
Летом 2012 года мадридский «Реал» заинтересовался Майконом, предложив за него 8 миллионов евро. 31 августа «Манчестер Сити» объявил о переходе Майкона на официальном сайте клуба. Условия трансфера не разглашаются. 15 сентября он дебютировал за «Манчестер Сити» в матче против «Сток Сити» (1:1). Однако бразилец не сумел выиграть конкуренцию у Пабло Сабалеты и за сезон сыграл всего девять матчей. Новый тренер «горожан» Мануэль Пеллегрини не был заинтересован в услугах Майкона, и по окончании сезона контракт игрока был расторгнут.
18 июля 2013 года Майкон перешёл в итальянскую «Рому»; сумма сделки озвучена не была. Контракт подписан до 30 июня 2015 года. 25 августа 2013 года дебютировал за «Рому» в матче 1-го тура чемпионата Италии 2013/14 в гостях против «Ливорно»
31 мая 2017 года Майкон подписал контракт с бразильским клубом «Аваи».

## Международная карьера
Майкон начал международную карьеру с выступлений в составе молодёжной сборной Бразилии, с которой участвовал в молодёжном первенстве мира в 2001 году.
14 января 2003 года он дебютировал в составе олимпийской сборной Бразилии в товарищеской игре с Норвегией, завершившейся вничью 1:1. Затем он играл в составе этой команды на Золотом кубке КОНКАКАФ, где бразильцы заняли 2-е место, в сам Майкон провёл 5 игр и забил 1 мяч.
8 июля 2004 года Майкон дебютировал в составе первой сборной Бразилии в матче Кубка Америки против команды Перу, в которой бразильцы победили 1:0. Всего на турнире Майкон провёл 5 матчей, а бразильцы выиграла соревнование. В 2005 году Майкон провёл в составе сборной только 2 игры, обе — на Кубке конфедераций, где бразильцы одержали победу. Майкон провёл 2 матча на турнире из-за Сисиньо, который выигрывал конкуренцию на правом фланге защиты команды. В 2006 году Майкон был одним из кандидатов на поезду на чемпионат мира, но на сам турнир не попал, проиграв конкуренцию Сисиньо и Кафу.
С приходом на пост главного тренера сборной Карлоса Дунги, Майкон завоевал место в стартовом составе команды, выигрывая конкуренцию у Дани Алвеса. В 2007 году он участвовал в составе сборной на Кубке Америки, где провёл 5 игр, а бразильцы выиграли второй подряд титул чемпиона континента. На этом же турнире, 10 июля, Майкон забил первый мяч за сборную, поразив ворота Уругвая.
В 2009 году Майкон играл на Кубке конфедераций, выигранном бразильцами, проведя 4 игры.
В 2010 году он выступает на чемпионате мира в ЮАР. Забив первый гол своей команды на мундиале в ворота сборной КНДР, Майкон стал первым игроком за 56 лет в составе сборной Бразилии, который забил гол, выступая под вторым игровым номером. Майкон выступал во всех играх своей команды, дошёдшей до 1/4 финала, где она уступила Голландии. Вошёл в символическую сборную турнира.
В 2011 году Майкон со своей национальной командой играл в Кубке Америки, где сборная дошла лишь до четвертьфинала, а сам защитник провёл на турнире две игры, уступив конкуренцию Дани Алвесу.
В начале сентября 2014 года Майкон был выгнан из сборной после злой шутки над игроком «Коринтианса» Элиасом.

## Достижения

### Командные
«Крузейро»
- Чемпион штата Минас-Жерайс (2): 2002, 2003
- Чемпион Бразилии: 2003
- Обладатель Кубка Сул-Минас (2): 2001, 2002
- Обладатель Кубка Бразилии: 2003

«Интер»
- Чемпион Италии (4): 2006/07, 2007/08, 2008/09, 2009/10
- Обладатель Кубка Италии (2): 2009/10, 2010/11
- Обладатель Суперкубка Италии (3): 2006, 2008, 2010
- Победитель Лиги чемпионов УЕФА: 2009/10
- Победитель Клубного чемпионата мира: 2010

Сборная Бразилии
- Обладатель Кубка Америки (2): 2004, 2007
- Обладатель Кубка конфедераций (2): 2005, 2009

### Личные
- Входит в состав символической сборной Европы по версии ESM: 2008/09, 2009/10
- Лучший защитник года по версии УЕФА: 2009/10[45]
- Обладатель премии Золотая самба: 2010
- Символическая сборная Кубка конфедераций: 2009[46]
- Входит в символическую сборную чемпионата мира 2010 года по версии ФИФА[47]
- Команда года по версии УЕФА: 2010
- Член сборной FIFPro: 2010
- Зал славы миланского Интера: 2022[48]

## Статистика

### Клубная
на 25 августа 2013
| Сезон   | Клуб           | Лига         | Чемпионат | Чемпионат | Кубок | Кубок | Континт. | Континт. | Континт. | Прочие      | Прочие | Прочие | Чемпионат штата | Чемпионат штата |
| Сезон   | Клуб           | Лига         | Игры      | Голы      | Игры  | Голы  | Турнир   | Игры     | Голы     | Турнир      | Игры   | Голы   | Игры            | Голы            |
| ------- | -------------- | ------------ | --------- | --------- | ----- | ----- | -------- | -------- | -------- | ----------- | ------ | ------ | --------------- | --------------- |
| 2001    | Крузейро       | Серия А      | 18        | 0         | 0     | 0     | —        | —        | —        | —           | —      | —      | ?               | ?               |
| 2002    | Крузейро       | Серия А      | 19        | 1         | 5     | 0     | —        | —        | —        | —           | —      | —      | ?               | ?               |
| 2003    | Крузейро       | Серия А      | 10        | 0         | 2     | 0     | ЮАК      | 2        | 0        | —           | —      | —      | 1               | 0               |
| 2004    | Крузейро       | Серия А      | 8         | 0         | 0     | 0     | КЛ       | 5        | 1        | —           | —      | —      | 10              | 0               |
| 2004/05 | Монако         | Лига 1       | 31        | 4         | 1     | 0     | ЛЧ       | 9        | 1        | —           | —      | —      | —               | —               |
| 2005/06 | Монако         | Лига 1       | 28        | 1         | 3     | 0     | ЛЧ КУ    | 2 5      | 0 1      | —           | —      | —      | —               | —               |
| 2006/07 | Интернационале | Серия А      | 32        | 2         | 3     | 0     | ЛЧ       | 8        | 1        | СКИ         | 1      | 0      | —               | —               |
| 2007/08 | Интернационале | Серия А      | 31        | 1         | 3     | 0     | ЛЧ       | 4        | 0        | —           | —      | —      | —               | —               |
| 2008/09 | Интернационале | Серия А      | 29        | 4         | 3     | 0     | ЛЧ       | 8        | 1        | СКИ         | 1      | 0      | —               | —               |
| 2009/10 | Интернационале | Серия А      | 33        | 6         | 5     | 0     | ЛЧ       | 13       | 1        | СКИ         | 1      | 0      | —               | —               |
| 2010/11 | Интернационале | Серия А      | 28        | 1         | 4     | 0     | ЛЧ       | 8        | 0        | СКИ СКУ КЧМ | 1      | 0      | —               | —               |
| 2011/12 | Интернационале | Серия А      | 23        | 2         | 0     | 0     | ЛЧ       | 3        | 0        | СКИ         | 2      | 1      | —               | —               |
| 2012/13 | Интернационале | Серия А      | 0         | 0         | 0     | 0     | ЛЕ       | 1        | 0        | СКИ         | —      | —      | —               | —               |
| 2012/13 | Манчестер Сити | Премьер-лига | 9         | 0         | 1     | 0     | ЛЧ       | 3        | 0        | СКА         | —      | —      | —               | —               |
| 2013/14 | Рома           | Серия А      | 15        | 1         | 0     | 0     | —        | —        | —        | —           | —      | —      | —               | —               |

### Международная
Матчи и голы за сборную Бразилии
| Год   | Игры | Голы |
| ----- | ---- | ---- |
| 2003  | 5    | 1    |
| 2004  | 6    | 0    |
| 2005  | 2    | 0    |
| 2006  | 5    | 0    |
| 2007  | 15   | 2    |
| 2008  | 9    | 1    |
| 2009  | 13   | 1    |
| 2010  | 8    | 1    |
| 2011  | 3    | 0    |
| 2012  | 0    | 0    |
| 2013  | 3    | 1    |
| 2014  | 6    | 0    |
| Всего | 76   | 7    |